# Ludwig Pettersson
Ludwig Pettersson, född 21 september 1991 i Gävle, död 8 februari 2024 i Österåker-Östra Ryds distrikt, var en svensk företagare som även blev Sveriges yngsta börs-vd när hans bolag introducerades på First North 2021.

## Biografi
Pettersson startade sitt första företag vid 11 års ålder, Faxzup, som anordnade dataspelsturneringar för ungdomar. Företaget hade då 40 medarbetare.
Han gick gymnasiet på Borgarskolan varefter han studerade  ekonomi på Högskolan i Gävle. År 2014 grundade han låneförmedlingsföretaget Savelend, där han även var VD. När Savelend 2021 introducerades på First North var Pettersson 29 år och han blev därmed Sveriges yngsta börs-VD. Kort därpå diagnostiserades han  med cancer, men valde att fortsätta arbeta.
Den 8 februari 2024 meddelades att Pettersson lämnat sin tjänst som VD för Savelend. Några dagar senare offentliggjordes att han avlidit. Han efterlämnade makan Andrea Dobrijevic och två barn.